# Мінімалізм
Мінімалі́зм (від лат. minimum — найменше) — напрямок у ряді мистецтв, що виходить з мінімальної трансформації використовуваних у процесі творчості матеріалів, простоти й однаковості форм, монохромності, творчого самообмеження художника. Найбільше цей напрямок представлений у музиці, скульптурі та архітектурі.
Протилежне — максималізм.

## Історія
Мінімалізм зародився в західному мистецтві після Другої світової війни, найсильніше з американським візуальним мистецтвом у 1960-х та 1970-х роках. Видатними художниками, пов'язаними з мінімалізмом, є Дональд Джадд, Агнес Мартін, Ден Флавін, Карл Андре, Роберт Морріс, Енн Труїт та Френк Стелла. У більш широкому та загальному сенсі можна знайти європейське коріння мінімалізму в геометричних абстракціях художників, пов'язаних із Баугаузом. Рух часто інтерпретується як реакція на абстрактний експресіонізм та модернізм; він передбачав сучасні постмінімальні мистецькі практики, які розширюють або відображають оригінальні цілі мінімалізму.

## Живопис
Мінімалізм в образотворчому мистецтві зародився в Нью-Йорку, коли як нові, так і більш старі художники перейшли до геометричної абстракції. у фігурного полотна, живопису колірного поля і живопису жорстких контурів. Після цих та кількох інших виставок виник мистецький рух, названий мінімалізмом.
У більш широкому і загальному сенсі можна знайти європейське коріння мінімалізму в геометричних абстракціях художників, пов'язаних з баухаузом, в роботах Казимира Малевича, Піта Мондріана та інших художників, пов'язаних з рухом Де-Стейлі, і російським конструктивістським рухом, і в творчості румунського скульптора Костянтина Бранкузі. 
Мінімалістичне мистецтво також частково натхненне картинами Барнетта Ньюмана, Пекло Рейнгардта, Йозефа Альберса, а також роботами таких різних художників як Пабло Пікассо, Марсель Дюшан, Джорджо Моранді та іншими. Мінімалізм був також реакцією проти мальовничої суб'єктивності абстрактного експресіонізму, який домінував в нью-йоркській школі в 1940-х і 1950-х роках.

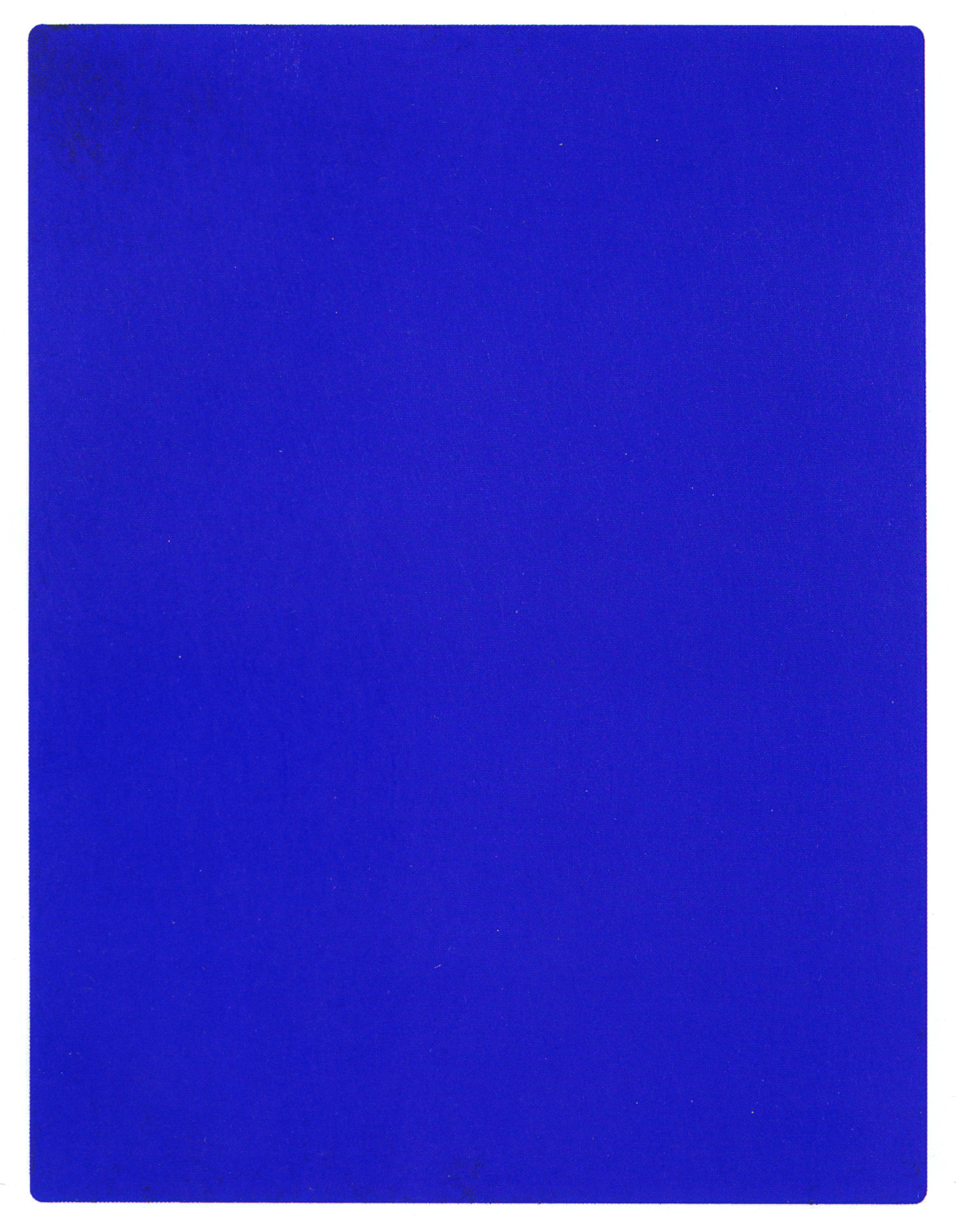
"IKB" Ів Кляйн

### Митці

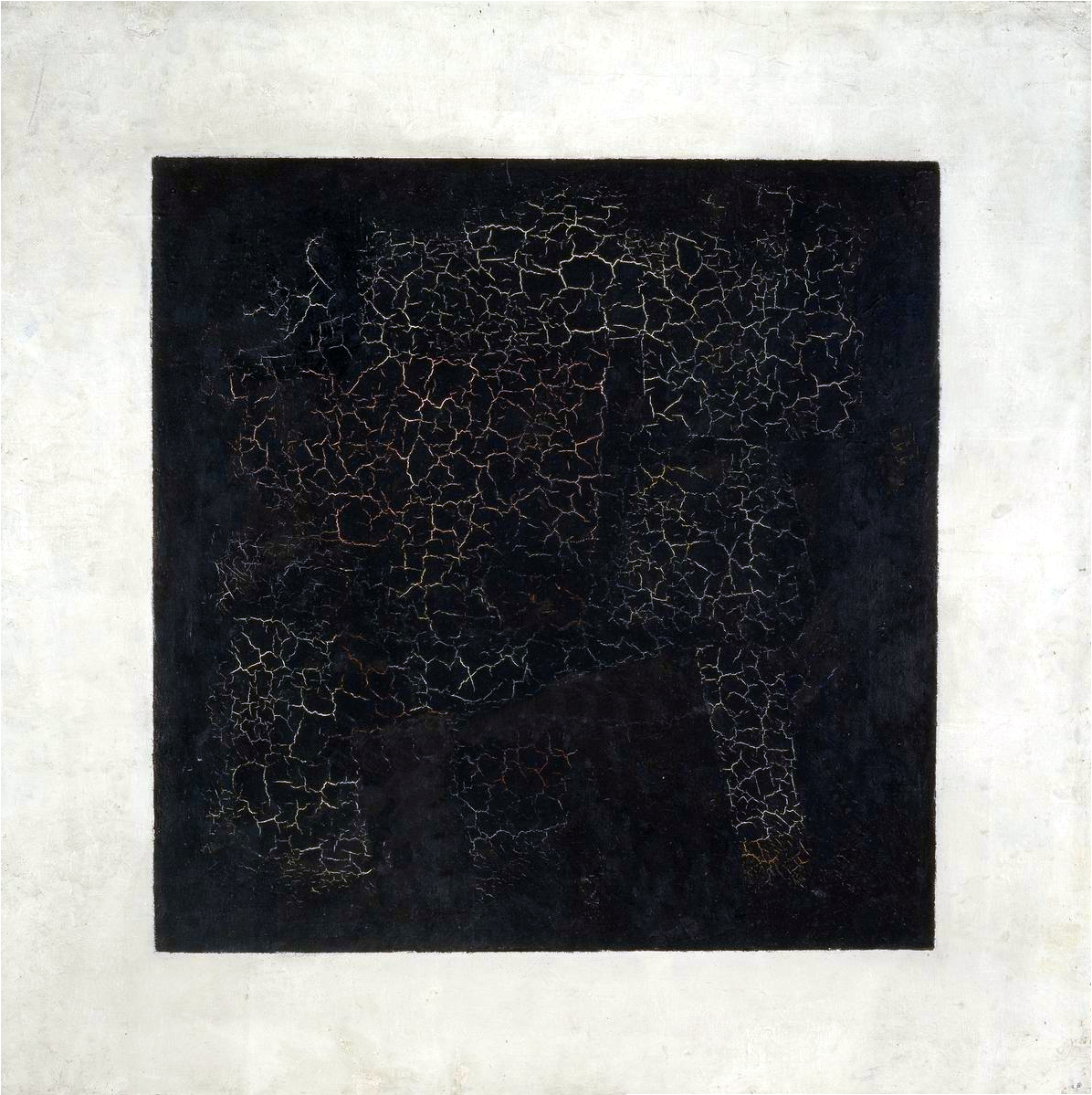
"Чорний квадрат" К.Малевича - символ художників-мінімалістів

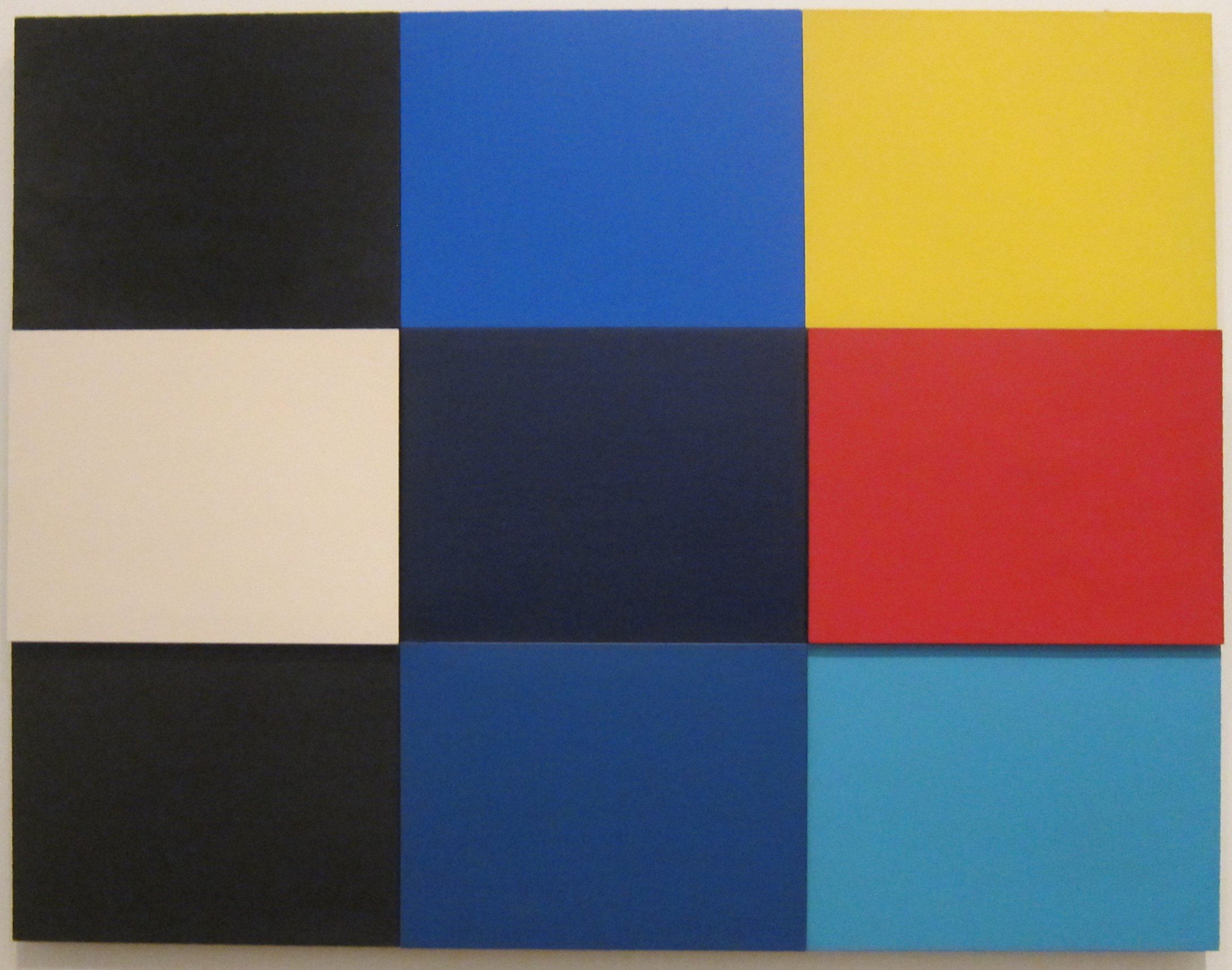
Елсворт Келлі "Méditerannée"

- Джон Маклоглін, американець, 1898—1976, 29 творів
- Біче Лаццарі, італійка, 1900—1981, 28 творів
- Рут Волмер, американка, 1903—1982, 25 творів
- Антоніо Кальдерара, італієць, 1903—978, 23 твори
- Мирон Стаут, американець, 1908—1987, 15 творів
- Агнес Мартін, канадійка, 1912—2004, 57 творів
- Гего, німкеня, 1912—1994, 31 твір
- Тоні Сміт, американець, 1912—1980, 16 творів
- Ед Рейнхардт, американець, 1913—1967, 52 твори
- Ян Шоонховен, голландець, 1914—1994, 24 твори
- Матіас Геріц, німець, 1915—1990, 37 творів
- Рональд Блейден, американець, 1918—1988, 15 творів
- Анна Труї, американка, 1921—2004, 65 творів
- Вільям Тьорнбул, британець, 1922—2012, 28 творів
- Женев'єва Ас, француженка, рік народження 1923, 26 творів
- Еллсворт Келлі, американець, рік народження 1923, 145 творів
- Річард Артшвагер, американець, 1923—2013, 35 творів
- Антон Хейбур, голландець, 1924—2005, 31 твір
- Ентоні Каро, британець, рік народження 1924, 14 творів
- Пол Бреч, американець, 1924—2007, 16 творів
- Херберт Цангс, німець, 1924—2003, 14 творів
- Мартін Барр, француз, 1924—1993, 21 твір
- Марсель Барбо, канадець, рік народження 1925, 16 творів
- Едвард Красиньскі, поляк, 1925—2004, 15 творів
- Франсуа Морелле, француз, рік народження 1926, 33 твори
- Моше Купферман, єврей, 1926—2003, 38 творів
- Уоррен Рохрер, американець, 1927—1995, 36 творів
- Джеймс Бішоп, француз, рік народження 1927, 10 творів
- Дональд Джадд, американець, 1928—1994, 144 твори
- Сол Ле Вітт, американець, 1928—2007, 74 твори
- Марша Хафіф, американка, рік народження 1929, 16 творів
- Пітер Джозеф, британець, рік народження 1929, 18 творів
- Ліман Кіпп, американець, рік народження 1929, 12 творів
- Джо Бер, американка, рік народження 1929, 18 творів
- Алекс Хей, американець, рік народження 1930, 11 творів
- Родольфо Аріко, італієць, 1930—2002, 31 твір
- Роберт Ріман, американець, рік народження 1930, 40 творів
- Фредерік Матус Тарс, американці, 1930—1992, 14 творів
- Енріко Кастелані, італієць, рік народження 1930, 22 твори
- Шарлотта Позенескі, єврейка, 1930—1985, 37 творів
- Хуан Ернандес Піжуан, іспанець, 1931—2005, 40 творів
- Роберт Морріс, американець, 1931—2018, 24 твори
- Ральф Хотере, новозеландець, 1931—2013, 26 творів
- Джеф Верхейен, бельгієць, 1932—1984, 11 творів
- Марк Во, британець, рік народження 1932, 22 твори
- Бернард Коен, британець, рік народження 1933, 24 твори
- Ден Флавіан, американець, 1933—1996, 23 твори
- Віктор Бонато, німець, рік народження 1934, 18 творів
- Ів Гоше, канадець, 1934—2000, 33 твори
- Боб Лоу, британець, 1934—2004, 15 творів
- Уолтер Дербі Беннард, американець, рік народження 1934, 28 творів
- Джон Маккрекен, американець, 1934—2011, 42 твори
- Роберт Хуот, американець, рік народження 1935, 19 творів
- Роман Котосман, американець, 1935—2006, 10 творів
- Карл Андре, американець, рік народження 1935
- Уолтер Де Марія, американець, 1935—2013, 14 творів
- Лео Валледор, американець, 1936—1989, 19 творів
- Нанда Віго, італійка, рік народження 1936, 10 творів
- Йоахим Бандау, німець, рік народження 1936, 19 творів
- Франк Стелла, американець, рік народження 1936, 123 твори
- Роберт Гросвенор, американець, рік народження 1937, 12 творів
- Насрін Мохаммеді, індійка, 1937—1990, 27 творів
- Манфред Каттнер, німець, 1937—2007, 13 творів
- Ніле Тороні, француз, рік народження 1937, 11 творів
- Джеймс Ліцині, швейцарець, рік народження 1937, 11 творів
- Граціа Варіско, італійка, рік народження 1937, 21 твір
- Роберт Мангольд, американець, рік народження 1937, 37 творів
- Тес Джерей, британка рік народження 1937, 18 творів
- Мішель Парментьє, француз, 1938—2000, 10 творів
- Анджело де Соуза, португалець, 1938—2011, 21 твір
- Даниель Бюрен, француз, рік народження 1938, 16 творів
- Брайс Марден, американець, рік народження 1938, 124 твори
- Ян Грот, норвежець, рік народження 1938, 15 творів
- Ларрі Бел, американець, рік народження 1939, 47 творів
- Жан П'єр Рейно, француз, рік народження 1939, 10 творів
- Імі Кнобель, німець, рік народження 1940, 15 творів
- Етторе Спаллетті, італієць, 1940—2019, 19 творів
- Пітер Даунсброу, американець, рік народження 1940, 10 творів
- Філ Сімс, американець, рік народження 1940, 15 творів
- Роберт Свейн, американець, рік народження 1940, 10 творів
- Клод Руто, француз, рік народження 1941, 21 твір
- Ханне Дарбовен, німкеня, 1941—2009, 15 творів
- Річард Таттл, американець, рік народження 1941, 45 творів
- Гюнтер Умберг, німець, рік народження 1942, 10 творів
- Джозеф Маріоні, американець, рік народження 1943, 16 творів
- Крістофер Вілмарт, американець, 1943—1987, 15 творів
- Фред Сендбек, американець, 1943—2003, 16 творів
- Кісіо Суга, японець, рік народження 1944, 12 творів
- Олів'є Моссе, швейцарець, рік народження 1944, 17 творів
- Майкл Хейцер, американець, рік народження 1944, 11 творів
- Джанні П'ячентіно, італієць, рік народження 1945, 14 творів
- Фернандо Калья, португалець, 1948—2002, 14 творів
- Алан Чарльтон, британець, рік народження 1948 11 творів
- Рудольф де Кріньї, американець, 1948—2006, 24 твори
- Хіросі Сугімото, японець, рік народження 1948, 15 творів
- Кацухіто Нісікава, японець, рік народження 1949, 26 творів
- Роні Горн, американка, рік народження 1955, 23 твори
- Iseult Labote, швейцарка, рік народження 1959, 18 творів
- Гізела Колон, американка, рік народження 1966, 2 твори
- Yui Yaegashi, японка, рік народження 1985, 15 творів [1]

## Архітектура
Мінімалістична архітектура стала популярною наприкінці 1980-х у Лондоні та Нью-Йорку, де архітектори та модельєри працювали разом у бутиках, щоб досягти простоти, використовуючи білі елементи, холодне освітлення, великий простір з мінімальними предметами та меблями.

### Митці

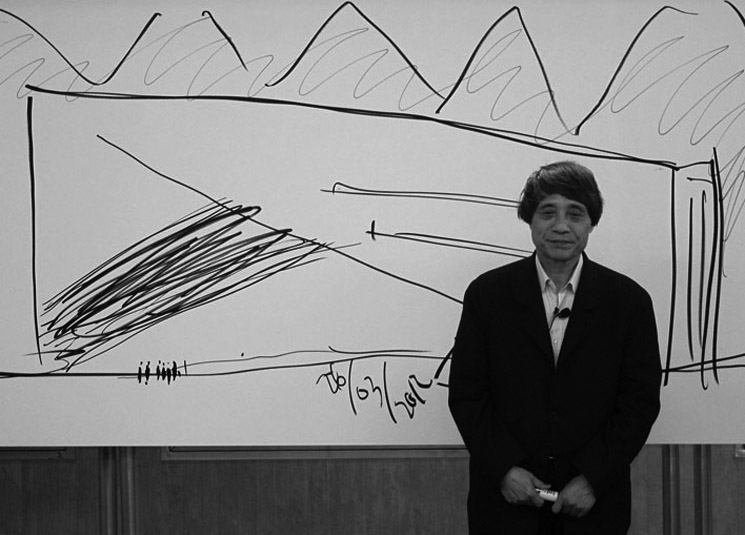
Taдao Aндo 2012

Японський архітектор мінімалізму Тадао Андо передає у своїх проектах японський традиційний дух та власне сприйняття природи. Його дизайнерські концепції — це прості матеріали, чиста геометрія та природа. Зазвичай він використовує бетон або натуральну деревину, основну структурну форму для досягнення строгості та променів світла в просторі. Він також встановлює діалог між місцем та природою для створення взаємовідносин та порядку з будівлями. Проєкти Андо та переклад японських естетичних принципів сильно впливають на японську архітектуру
Інший архітектор японського мінімалізму, Казуйо Седжіма, працює самостійно або спільно з Рюе Нішізава, виготовляючи знакові японські мінімалістські будівлі. [52] Делікатні, розумні конструкції Sejimas можуть використовувати білий колір, тонкі будівельні секції та прозорі елементи для створення феноменального типу будівлі, часто асоційованого з мінімалізмом. Твори включають Новий музей (2010) Нью-Йорк, Малий будинок (2000) Токіо, Будинок в оточенні сливових дерев (2003) Токіо.
У Конференц-павільйоні Вітри, Вайль-ам-Райн, 1993 р., Концепції полягають у поєднанні взаємозв'язків між будівництвом, рухом людини, місцем розташування та природою. Що як один головний пункт ідеології мінімалізму, що встановлює діалог між будівлею та майданчиком. Будівля використовує прості форми кола та прямокутника для контрастування заповненого та порожнечого простору інтер’єру та природи. У фойє велике пейзажне вікно, яке визирає на зовнішній вигляд. Це досягає простоти і тиші архітектури і посилює світло, вітер, час і природу в просторі.
Джон Павсон - британський архітектор мінімалізму; його дизайнерські концепції — душа, світло та порядок. Він вважає, що хоч і зменшується захаращення та спрощення інтер’єру до тієї точки, яка виходить за межі ідеї суттєвої якості, існує відчуття ясності та багатства простоти замість порожнечі. Матеріали в його дизайні розкривають сприйняття простору, поверхні та об'єму. Більше того, він любить використовувати природні матеріали через їхню живність, відчуття глибини та якості особистості. Його також приваблюють важливі впливи японської філософії дзен.
Проспект Кальвіна Кляйна Мадісон, Нью-Йорк, 1995–96, — бутик, який передає ідеї моди Кальвіна Кляйна. Концепції дизайну інтер'єру Джона Паусона для цього проекту полягають у створенні простих, мирних та упорядкованих просторових композицій. Він використовував кам’яні підлоги та білі стіни для досягнення простоти та гармонії для простору. Він також підкреслює зменшення та усуває візуальні спотворення, такі як кондиціонер та світильники, щоб досягти відчуття чистоти для інтер’єру.
Альберто Кампо Баеза — іспанський архітектор і описує свою роботу як важливу архітектуру. Він цінує поняття світла, ідеї та простору. Світло є важливим і забезпечує взаємозв'язок між мешканцями та будівлею. Ідеї — відповідати функції та контексту простору, форм та побудови. Простір формується мінімальними геометричними формами, щоб уникнути прикраси, яка не є істотною.

## Музика
У музичному мистецтві термін мінімалізм стосується музики, для якої характерні або часті повторення (зазвичай повторення короткої музичної фрази, з мінімальними варіаціями протягом довгого періоду часу) або стан спокою (зазвичай у формі гулу, басу й протяжливих звуків). При цьому характерна консонансна гармонія, стійкий ритм. Мінімалістична музика може іноді нагадувати по звучанню різні форми електронної музики (наприклад проєкт Basic Channel), а також текстурні композиції таких композиторів, як Лігеті; найчастіше відбувається так, що кінцеві результати схожі, але концепції реалізації різні. Термін мінімалізм був уведений незалежно композиторами-критиками Майклом Найманом і Томом Джонсоном, викликав розбіжності, але став широко використатися із середини 1970-х років. Яскравими представниками мінімалізму в музиці є Террі Райлі, Філіп Ґласс, Стівен Райх, Майкл Найман, Джон Адамс.
Деякі композитори, що асоціюються з мінімалістами, зрікаються терміна, зокрема Філіп Ґласс, який заявив, що «Це слово повинне бути викоренене!!».

## Скульптура

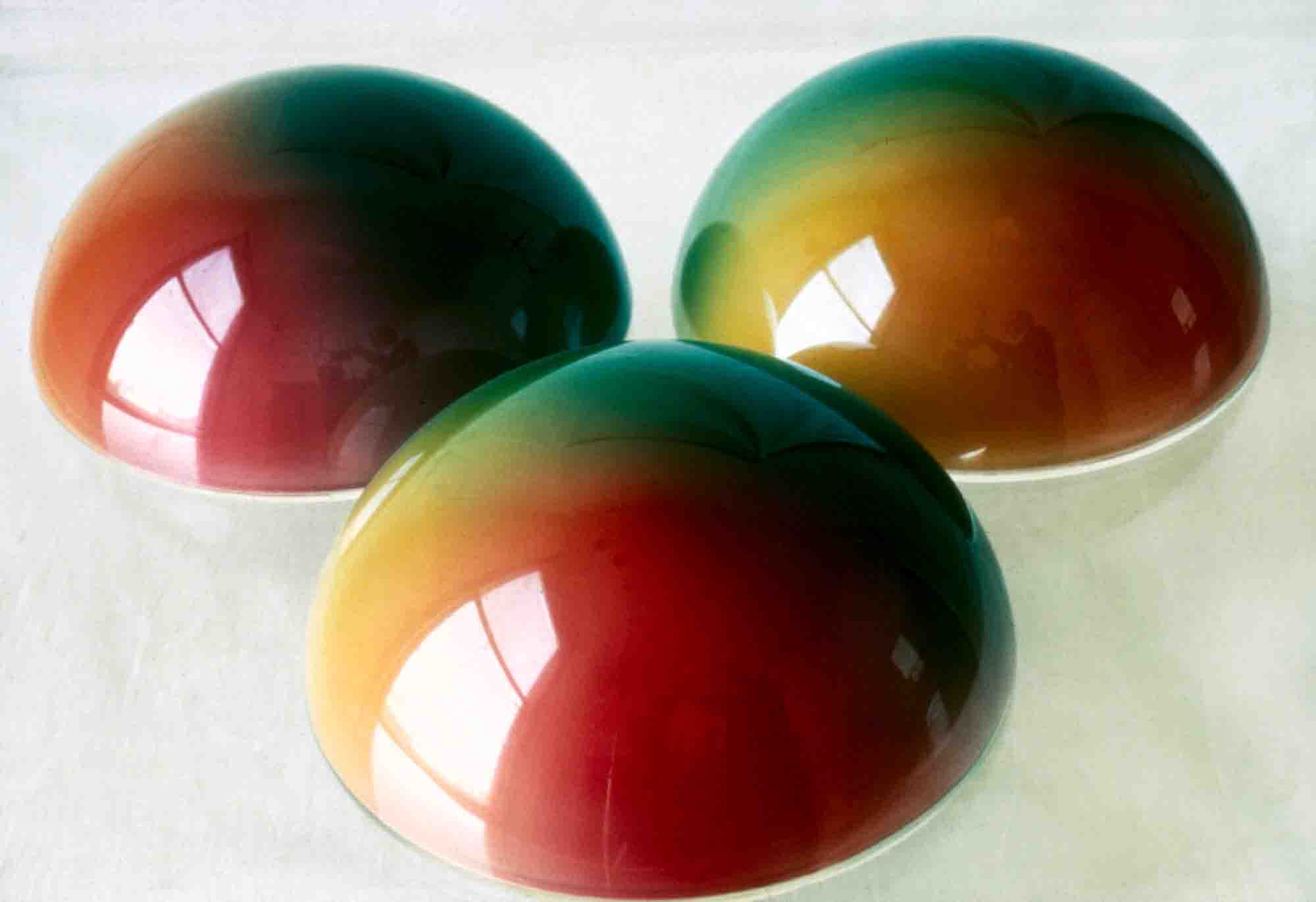
Куполи № 1, витвір мистецтва американської художниці Джуді Чикаго. Засіб: розпилений акриловий лак всередині прозорих акрилових куполів

У модерністській скульптурі мінімалізм зародився у 60–70-х рр. XX ст. й оперує найпростішими, геометризованими, формами, один з різновидів Абстрактного мистецтва. Представники М. м. нерідко використовують у своїх творах виготовлені на промислових підприємствах елементи. Роль художника зводиться до попереднього замовлення цих елементів чи експонування їх в експозиційному просторі.
Скульптор-мінімаліст Френк Стелла, висловившись одного разу про власні роботи, запропонував формулювання, яке стало девізом всього руху: «те, що ви бачите — це те, що ви бачите».
Стосунок однойменного терміна візуального мистецтва до музичного було опротестовано; однак, і скульптура, і музика в мінімалізмі використовують певну строгу простоту виразних засобів і неприйняття декоративної деталізації, до того ж багато ранніх концертів мінімалістів відбувалися одночасно в з'єднанні з виставками мінімалістичного мистецтва таких майстрів, як Сол Левітт й інших.
Представники:
- Джуді Чикаго, американка
- Дональд Джадд, американець
- Карл Андре, американець
- Ден Флавін, американець

## Мінімалізм в інтер'єрі
Мінімалізм з'явився в 60-х роках XX століття під впливом традиційного оформлення інтер'єру в Японії, яке відрізнялося строгістю і аскетичністю. Незважаючи на уявну простоту, мінімалізм вимагає ретельного опрацювання всіх деталей, починаючи з організації простору. Чим менше в будинку буде перегородок, тим краще. Мінімалістські інтер'єри вимагають простору і великої кількості світла. Мінімалізм суворий і вимагає бездоганного почуття міри і стилю, не пробачаючи помилок і поспіху. У таких інтер'єрах все зроблено функціонально, міцно і красиво. Дизайн побудований на тонкій грі нюансів. Усі приміщення в будинку витримані в одному стилі, але при цьому яскраво індивідуальні. Сучасний інтер'єр в стилі мінімалізм можна охарактеризувати як моделювання простору і світла з використанням тільки необхідних предметів. У стилі мінімалізм найважливіше — грамотно спланований простір, в якому багато розсіяного, спокійного світла. В інтер'єрі мало декору, і, як правило, це пара незвичайних «дизайнерських» предметів. У мінімалізмі можна сміливо поєднувати натуральні й ультрасучасні матеріали. Найважливіше, щоб вони були високої якості. Мінімалізм — стан душі і не терпить дешевих речей. На фоні простих стін одразу помітна будь-яка неточність або погана якість. Кожна річ займає своє місце і виконує певну функцію. «Мало — це вже багато», вважав Міс ван дер Рое. У мінімалістському інтер'єрі це слово стосується всього: мало предметів меблів, мало деталей, мало декору. Але коли предметів мало — кожен з них повинен бути досконалим, як і композиційне рішення інтер'єру. Поверхні повинні бути ідеальними, цілісними. Цей напрям долає «еклектизм» постмодерну і виходить на нові позиції конструктивної чистоти і технологічності, використання новаційних матеріалів, сучасних конструкцій і форм. Найважливішим при створенні таких інтер'єрів є грамотно сплановане простір, в якому багато розсіяного, спокійного світла, коли здається, що світяться самі стіни і стеля, багато повітря. Щоб створювалося відчуття широти і простору, приміщення по можливості звільняється від внутрішніх перегородок. Великі вікна, насичуючи простір світлом, з'єднують житло з навколишнім світом, роблячи його частиною інтер'єра, використання металу в інтер'єрі надає йому гостру сучасність: металеві стільниці на кухні, ніжки стільців, стійки стелажів. А сонячне світло, відбите від скла і плоского металу створює атмосферу радості і легкості. Такі інтер'єри нагадують графіку — жанр лаконічний, що вимагає вміння обходиться небагатослівними засобами чорно-білої гами. Точніше, чорного кольору і фону, який не обов'язково повинен бути білим, але обов'язково світлим, контрастним, щоб вигідно перевести увагу на кожну лінію, проведену художником. Фахівці виділяють характерні ознаки мінімалізму:
- мінімальна кількість кольорів;
- гранична простота оформлення ;
- геометризм фігур: коло, прямокутник, пряма, може бути м'який вигин (ніяких спіралей).

Корпусні меблі підняті на тонкі металеві ніжки або повністю їх позбавлені, стіл може відокремлюватися від підлоги на п'ять сантиметрів. Площини фасадів позбавлені рельєфу, дверцята ручок.
Виразність досягається за рахунок контрасту. Чорне і біле. Льон та бавовна. Бетон і натуральний камінь. Полірована деревина. Ваза з самотнім квіткою. Одна яскрава пляма живопису на стіні, один сплеск у монохромній, витриманій композиції — все це «простота» одного з найпопулярніших стилів кінця XX — початку XXI століть.
У мінімалістичному інтер'єрі велику роль грає вікно. Чудово, якщо воно дуже велике, а за ним — красивий пейзаж. У такому випадку можна відмовитися від штор і фіранок — сама природа стане частиною інтер'єру. Якщо вигляд за вікном вас не радує, то без фіранок не обійтися. Фіранки теж повинні бути під стать всьому інтер'єру — простенькі і однотонні, зійдуть і жалюзі.
У мінімалістському інтер'єрі присутні і аксесуари, правда, в дуже помірній кількості. В основному це дорогі серцю дрібнички, які привносять в будинок частинку тепла. Абстрактні картини просто створені доповнювати і прикрашати мінімалістський інтер'єр, чого не скажеш про роботи академічного живопису. Картини повинні бути вставлені в простенькі пласкі рами. Це ж стосується фотографій і дзеркал.
Дуже важливо поєднувати мінімалізм з функціоналізмом. Меблі, якщо вже їх мало, повинні брати на себе декілька функцій. Диван або ліжко забезпечені системами зберігання речей, тайниками для постільної білизни та одягу, стіл може бути «захований» в шафу і висуватися при першій необхідності тощо.